# Ностра Сињора де Су Монте (Нуоро)
Ностра Сињора де Су Монте је насеље у Италији у округу Нуоро, региону Сардинија.
Према процени из 2011. у насељу је живело 2 становника. Насеље се налази на надморској висини од 917 м.